# Ivan Brezovšek
Ivan Brezovšek, slovenski dirigent, * 3. julij 1888, Studence, Hrastnik, † 13. junij 1942, Beograd.

## Življenje in delo
Rodil se je očetu Jakobu in materi Katarini (roj. Brun).
Po študiju (klavir, violina, orgle, kompozicija in orkestralna šola) na konservatoriju v Dortmundu (1901–1907) je bil od 1904 zborovodja Slovenskega pevskega društva in 1907–1908 korepetitor in dirigent v operi v Dortmundu, kjer je že kot 16-letni deček dirigiral orkestralni koncert. V letih 1908–1910 je bil vodja pevskega zbora in drugi dirigent opere v Metzu, 1910–1911 v Plauenu in 1911–1913 v Mühlhausenu drugi dirigent opere. Kot vojak je služil 1913–1918 v Mariboru in bil kapelnik tamkajšnega vojaškega pihalnega orkestra.
Leta 1918 je prevzel mesto opernega dirigenta v Ljubljani in med drugim pripravil krstno izvedbo Parmovega Zlatoroga. Nato je bil od 1919–1921 prvi dirigent opere in nekaj časa zborovodja Glasbene matice ter profesor na ljubljanskem glasbenem konservatoriju.
Leta 1921 je postal prvi dirigent opere Narodnega gledališča v Beogradu in profesor Beogradske muzičke škole (klavir in operni oddelek). Tu je uspešno dirigiral nemške klasične in romantične opere, deloval tudi kot koncertni dirigent in znatno prispeval k vzponu beograjske operne reprodukcije.